# MusicMix
MusicMix (fost: MusicMax; Cherry Music; Super 1 Music) a fost un canal de muzică interactivă care a fost difuzat în Ungaria, în Republica Cehă, în România, în Serbia și în Slovacia.
Telespectatorii au putut să trimită prin SMS videoclipuri muzicale, fiind un post de televiziune de muzică interactivă.

## Istoric:
A fost lansată ca MusicMax pe 24 noiembrie 2000, iar pe 16 august 2004 a devenit un nou canal, numit Cherry Music. Încă odată, pe 26 decembrie 2005, a devenit Super 1 Music. Pe 15 iunie 2007 a devenit din nou MusicMax pentru a doua oară. Pe 1 iulie 2009 a devenit MusicMix.
În anul 2001, Minimax a început să partajeze în timp cu MusicMix (anterior cunoscut ca MusicMax)
în anul 2003, MusicMix (cunoscut anterior ca MusicMax) a început să partajeze cu Action+ ca bloc de programe.
În anul 2004, MusicMix (cunoscut anterior ca MusicMax, Cherry Music și Super 1 Music), a început să partajeze cu MusicMix SuperOne (anterior cunoscut MusicMax Adult și Super 1) între orele 19:00 și 23:00.
La data de 16 august 2004, MusicMax își schimbă denumirea sub numele de Cherry Music.
La data de 26 decembrie 2005, Cherry Music (cunoscut anterior ca MusicMax), își schimbă denumirea sub numele de Super 1 Music.
La data de 15 iunie 2007, Super 1 Music își schimbă denumirea sub numele de MusicMax pentru a doua oară
La data de 1 iulie 2009, MusicMax devenit pentru a doua oară, își schimbă denumirea sub numele de MusicMix.
În Ianuarie 2015, a fost anunțat că MusicMix se va închide. A fost închisă pe 19 martie 2015, din cauza că postul de televiziune era prezent doar la câțiva furnizori de cablu, pe satelit era inclus doar la Digi TV.
A mai fost un canal erotic care a fost partajat cu MusicMix, numit MusicMix SuperOne (anterior era numit MusicMax Adult și Super 1), care împreună cu canalul a încetat și în anul 2015.